# Бети Блу
Бети Блу (енгл. Betty Blue), француски је филм из 1986. године. По жанру спада у еротску психолошку драму. Оригиналан наслов овог филма је 37° 2 le matin, што значи „37.2 °C ујутру”. Филм је режирао Жан-Жак Бенекс (франц. Jean-Jacques Beineix), а главне улоге тумаче Беатрис Дал (франц. Béatrice Dalle) и Жан-Иг Англад (франц. Jean-Hugues Anglade). Снимљен је по истоименој новели Филипа Дежана (франц. Philippe Djian) из 1985. године. Филм је био номинован за награду БАФТА и за Оскара за Најбољи филм на страном језику 1986. године.

## Радња филма
Зорг (Жан-Иг Англад) је амбициозни писац у тридесетим годинама који ради као мајстор за одржавање кућа на плажи, на обали Медитерана у француској општини Груисан. Он упознаје деветнаестогодишњу Бети (Беатрис Дал), импулсивну девојку променљивог расположења са којом започиње страствену аферу док живе у Зорговој изнајмљеној кући на плажи.
Након једне свађе са Зоргом, Бети не може да исконтролише свој бес те разбије све по кући. Тада проналази рукописе његовог првог романа и прочита их одмах у току вечери запањена Зорговом генијалношћу. Када Зоргов шеф дође у обилазак кућа на плажи да изнесе своје незадовољство квалитетом посла који Зорг обавља од како се девојка уселила у кућу, Бети се посвађа са шефом, избаци на плажу све ствари из куће, а потом је и спали до темеља. Њих двоје одлазе у једно предграђе Париза код Бетине другарице Лизе (Консуела де Хавиланд) која је власница једног мањег хотела. Зорг проналази нови посао, а Бети одлучује да прекуца Зоргове рукописе и пошаље их издавачима које је могла пронаћи у именику. Једнога дана, Лиза упознаје Бети и Зорга са својим дечком Едијем (Жерар Дармон) и њих четворо се лудо проводе у хотелу уз доста алкохола. Еди се усељава у хотел и предлаже Бети и Зоргу да се запосле у његовој пицерији док чекају одговоре издавача на Бетина писма. Након једне свађе са незадовољном муштеријом, Бети не успева да исконтролише свој бес и убада муштерију виљушком. Зорг је смирује, али одбија да поверује да Бети има неких психичких проблема, иако све указује на то.
Како не би изазвао још једну ерупцију беса код Бети, Зорг крије писма у којима издавачи одбијају да издају његову књигу. Међутим, Бети проналази једно писмо, бесно одлази у стан издавача који је то писмо послао и изгребе га по лицу. Зорг убеђује издавача да не подигне тужбу против Бети говорећи му да је она једина добра ствар која му се у животу десила и да је она све што он има. У међувремену, Едију умире мајка и ово четворо пријатеља одлази у Марвежол како би присуствовали сахрани. Еди предлаже Зоргу и Бети да се преселе ту, у кућу његове мајке и да воде рачуна о њеној продавници клавира, што они прихватају.
Зорг ужива у мирном животу у овој провинцији и упознаје Боба (Жак Мато), власника једне локалне продавнице, његову жену Ени (Клементин Селарије) и још неке необичне ликове. Бети има све чешће насилне промене расположења. Једнога дана, након иритантног Зорговог коментара, Бети голом руком разбија прозор и вриштећи трчи градом. Али срећа је на видику након што кућни тест покаже да је трудна. Међутим, лабораторијски тест је негативан,те Бети тоне у депресију и говори му како чује гласове у својој глави који јој говоре разне ствари. Пошто посао са продајом клавира не иде онако како је очекивано, Зорг долази до новца тако што се прерушава у жену и пљачка штаб за доставу камиона. Он намерава да тај новац искористи како би купио Бетину срећу, али она не реагује и изводи још једно кривично дело, мамећи малог дечака од мајке и одводећи га у продавницу играчака. Зорг је проналази и обоје беже из продавнице док их полиција јури како би спасила дечака.
Бетино стање се погоршава и она самој себи једнога дана ископа око. Када Зорг дође кући с посла, затиче крв свуда. Боб га обавештава шта се догодило и Зорг одлази до болнице само како би затекао Бети која лежи у болничком кревету под дејством седатива. Доктори му говоре да дође кући следећег дана и исте вечери Зорг добија позив од једног уредника који му саопштава да жели да изда његову књигу. Сутрадан, Зорг одлази у болницу како би саопштио Бети радосне вести, али је налази везану на кревету, у стању акинезије. Доктор му саопштава да јој је сада неопходан третман, али то не гарантује да ће успети да поврати свој здрав разум. Зорг не може да прихвати ту чињеницу и криви лекове за њено тренутно стање, након чега физички напада доктора и бива насилно избачен из болнице. Затим се враћа у болницу прерушен као жена, улази у Бетину собу и гуши је јастуком док се тихо шапатом опрашта од ње. Видно узнемирен, враћа се кући и наставља са писањем своје нове књиге.

## Улоге
| Глумац               | Улога                              |
| -------------------- | ---------------------------------- |
| Беатрис Дал          | Бети                               |
| Жан-Иг Англад        | Зорг                               |
| Жерар Дармон         | Еди                                |
| Консуела де Хавиланд | Лиза                               |
| Жак Мато             | Боб                                |
| Клементин Селарије   | Ени                                |
| Винсент Линдон       | Ришар (млади полицајац)            |
| Луј Беланти          | Марио                              |
| Филип Лоденбах       | уредник                            |
| Доминик Баснехар     | муштерија у пицерији               |
| Раул Билереј         | стари полицајац                    |
| Жан-Пјер Безон       | комесар (у продуженој верзији)     |
| Доминик Пињон        | дилер дроге (у продуженој верзији) |

## Приказивање
У већини европских земаља и САД је филм приказан 1986. године. У земљама Јужне Америке и Азије је приказан 1987. године.
Директорски рез је приказан 1991. године први пут, напре у Француској.